# Warneckea wildeana
Warneckea wildeana là một loài thực vật thuộc họ Melastomataceae. Loài này có ở Cameroon và Gabon.